# Euploea biformis
Euploea biformis är en fjärilsart som beskrevs av Butler 1882. Euploea biformis ingår i släktet Euploea och familjen praktfjärilar. Inga underarter finns listade i Catalogue of Life.